# Zolskaja
Zolskaja (ros. Зольская) – stanica w Rosji, w Kraju Stawropolskim, w rejonie kirowskim. W 2010 liczyła 9330 mieszkańców.